# Winter (альбом Akdong Musician)
Winter — второй студийный альбом южнокорейского дуэта Akdong Musician.

## Фон
22 декабря 2016 года YG Entertainment загрузило плакат с объявлением о выпуске 20-минутного музыкального короткометражного фильма Akru Spring of Winter, а также анонсировало выпуск второго полноценного альбома дуэта, под названием Winter выход которого был запланирован на 3 января 2017. 28 декабря 2016 года стал известен полный список треков, также было объявлено, что в записи альбома участвовал Ли Чан Хёк, спродюсировавший и написавший все песни, фигурировавшие в альбоме.

## Продвижение и выпуск
AKMU провели специальное музыкальное мероприятие: WINTER Theatre 28 декабря 2016 года. Это особое событие, когда фанатам была предоставлена возможность послушать новые песни с альбома, прежде чем его выпустят. 1 января 2017 года был выложен короткий музыкальный фильм в поддержку альбома.

## Трек
Все треки были написаны лично Ли Чан Хёком
| №                       | Название                               | Продолжительность |
| ----------------------- | -------------------------------------- | ----------------- |
| 1.                      | «Live» (생방송)                        | 4:03              |
| 2.                      | «Reality» (리얼리티)                   | 2:53              |
| 3.                      | «Last Goodbye» (오랜 날 오랜 밤)       | 4:44              |
| 4.                      | «Play Ugly» (못생긴 척)                | 3:19              |
| 5.                      | «Chocolady»                            | 4:03              |
| 6.                      | «You Know Me»                          | 3:01              |
| 7.                      | «Way Back Home» (집에 돌아오는 길)     | 3:48              |
| 8.                      | «Will Last Forever» (그때 그 아이들은) | 4:25              |
| Общая продолжительность | Общая продолжительность                | 30:16             |

## История выпуска
| Страна   | Дата          | Формат           | Лейбл                      |
| -------- | ------------- | ---------------- | -------------------------- |
| Всемирно | 3 января 2017 | Digital download | YG Entertainment, KT Music |